# 道満

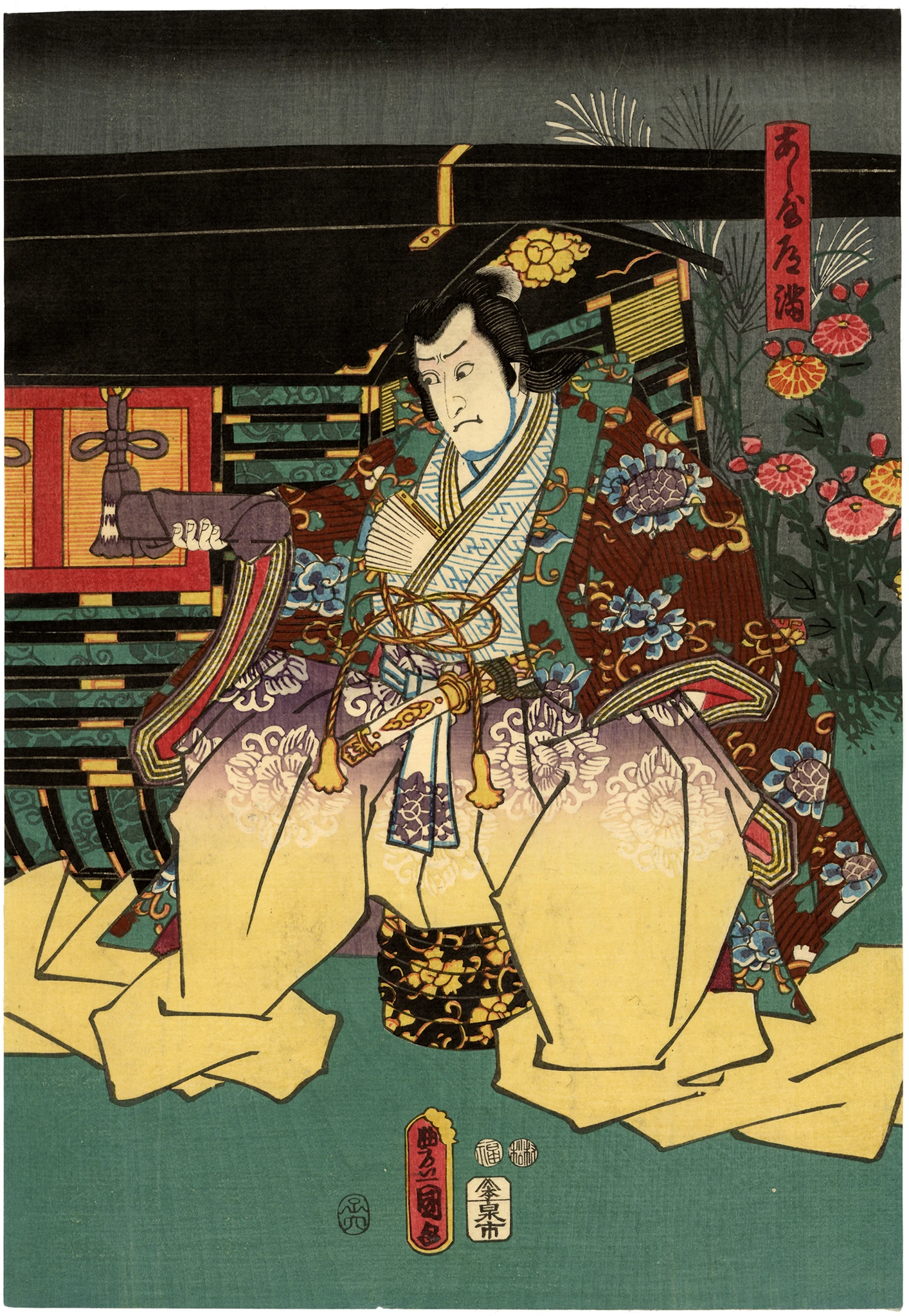
「芦屋道満大内鑑」の芦屋道満

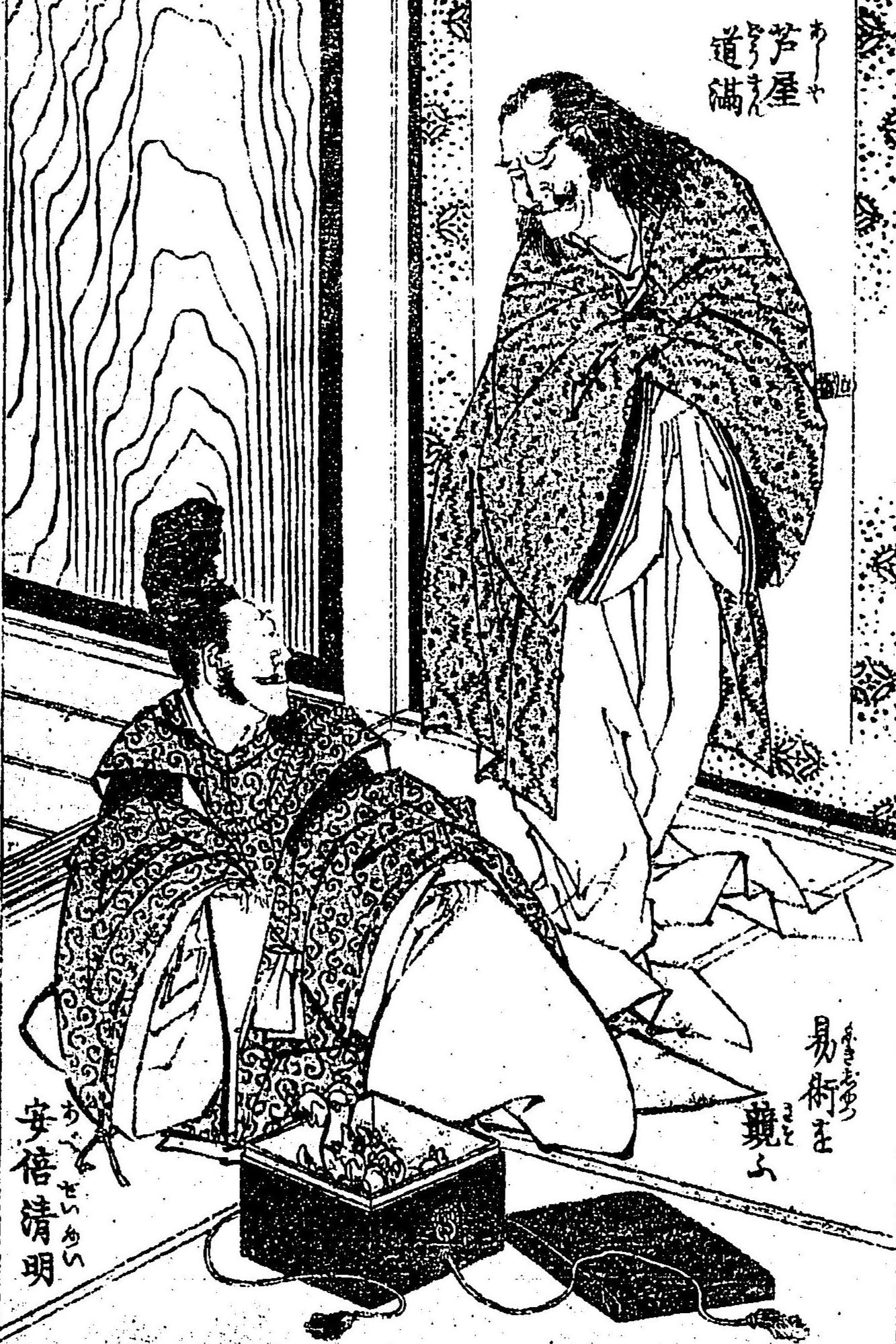
術競べで安倍清明に敗れる芦屋道満。（『北斎漫画』）

道満（どうまん）は、平安時代の非官人の法師陰陽師。近世以降の著作物では、蘆屋道満/芦屋道満（あしや どうまん）の名で知られる。
江戸時代の地誌『播磨鑑』によると芦屋道満は播磨国岸村（現兵庫県加古川市西神吉町岸）の出身とある。また播磨国の民間陰陽師集団出身とも伝えられている。一般的には生没年不詳とされているが兵庫県加古川市の正岸寺という寺の芦屋道満の位牌に天徳二年（958年）生誕との記述がある。また、同一人物として道摩が挙げられるが道満と道摩とは別人であるという説も存在するなど実像については不明な点が多い。

## 実在の法師陰陽師「道満」
『政事要略』巻七十糾弾雑事蠱毒厭魅及巫覡に「勘申散位源朝臣為文・民部大輔同方理・伊予守佐伯朝臣公行妻及方理朝臣妻・僧円能等罪名事」という罪名勘文が引かれており、ここに道満という法師陰陽師の名が現れる。これは寛弘6年（1009年）2月に発覚した中宮藤原彰子、敦成親王および左大臣藤原道長に対する呪詛事件の記録で、『日本紀略』『権記』『百錬抄』などによれば高階光子・源方理・方理の妻・源為文・法師陰陽師円能が処罰された。高階光子は藤原伊周のおばにあたることから、道長の排除と伊周の復権を目論んだものとされる。
『政事要略』にはこの事件に関して検非違使が円能らを尋問した際の記録が引用されており、円能は高階光子に道満という法師陰陽師が召し使われていたことを供述している。もっとも処罰を受けた人物として道満の名は上がっていないため、陰謀への直接関与はなかったものとみられる。
安倍晴明は寛弘2年（1005年）に死去しているためこの事件との関わりはないが、安倍晴明と同時代に藤原道長の敵対勢力側の陰陽師として道満という法師がいたという史実が後世の伝説に発展したと考えられる。

## 子孫を称する人物
安土桃山時代には『播州府中記』の著者で播磨国三宅（姫路市飾磨区三宅の周辺）の芦屋道仙や、『播磨府中めぐり』『近村めぐり一歩記』の著者で播磨国英賀（姫路市飾磨区英賀宮町の周辺）で播磨三木氏に仕えた芦屋道海など、芦屋道満の子孫を称する人物の著作が天川友親編『播陽万宝智恵袋』に収録されている。

## 登場作品
江戸時代までの文献では、ほとんどにおいて安倍晴明のライバルとして登場し、「正義の晴明」に対して「悪の道満」という扱いをされる。安倍晴明が伝説化されるのと軌を一にして、道満の伝説も拡散し、日本各地に「蘆屋塚」「道満塚」「道満井」の類が数多く残っている。

### 中世文学

#### 『峯相記』
『峯相記』（ぶしょうき / ほうそうき / みねあいき）
この中では「清明・道満は一条院の御宇、一双の陰陽の逸物也」と道満が安倍晴明と双璧をなすほどに優れた陰陽師であったと記述される。藤原伊周が道満に依頼して、道に呪物を埋める呪詛を藤原道長に対して行い、それを安倍晴明が看破。道満は播磨国に流され、その地で没したとする説話が紹介されている。

### 近世

#### 『簠簋抄』
三国相伝簠簋金烏玉兎集之由来

薩摩から道満が上京し安部清明と内裏で争い負けた方が弟子になるという呪術勝負を持ちかけたことにより、帝は大柑子（みかん）を16個入れた長持を占術当事者である両名には見せずに持ち出させ「中に何が入っているかを占え」とのお題を与えた。早速、道満は長持の中身を予測し「大柑子が16」と答えたが、清明は加持の上冷静に「鼠が16匹」と答えた。観客であった大臣・公卿らは安部清明が当てられなかったと落胆したが、長持を開けてみると、中からは鼠が16匹出てきて四方八方に走り回った。この後、約束通り道満は清明の弟子となった、と言われているという。
遣唐使として派遣され唐の伯道上人のもとで修行をしていた清明の留守中に清明の妻とねんごろになり不義密通を始めていた道満が、清明の唐からの帰国後に清明との命を賭けた対決に勝利して清明を殺害し、秘法で清明の死を悟った伯道上人が来日して呪術で清明を蘇生させ道満を斬首、その後に清明は書を発展させた。

#### 信太妻
浄瑠璃・歌舞伎の「信太妻」でも悪人として描かれる。

#### 芦屋道満大内鑑
竹田出雲作の浄瑠璃（およびそこから派生した歌舞伎作品）「芦屋道満大内鑑」は、先行作との差別化を図りあえて道満を善人として描いたとされる。
「芦屋道満大内鑑」では、天文博士・加茂保憲が急死したことで安倍晴明の父である安倍保名と芦屋道満による後継者争いが発生する。この後継者争いのモデルは『続古事談』に記載のある出来事だが、それによれば、争いの当事者は賀茂光栄（暦道を継承）と安倍晴明（天文道を継承）となっている。
明治以降は道満がメインとなる第3段の上演が稀になったため、なぜこの作品の題名が「芦屋道満大内鑑」なのか理解しにくくなった。歌舞伎で本作を上演する場合は第4段のみのケースが多く、『葛の葉』と通称されることがある（第4段に道満の出番は僅かにしかない）。

## 関連項目

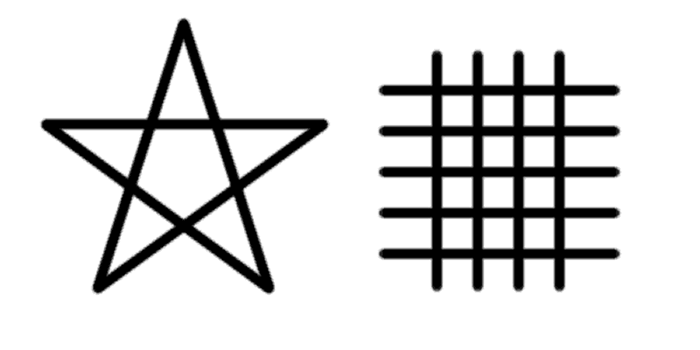
セーマンドーマン